# دافيت موجيري
دافيت موجيري (مواليد 2 يناير 1978) هو لاعب كرة قدم. يلعب مع منتخب جورجيا لكرة القدم منذ عام 2003.

## مسيرته الكروية
لعب دافيت موجيري خلال مسيرته الاحترافية مع 8 أندية في واحد وعشرون موسمًا وسجل خلالها 103 هدف ضمن 374 مباراة. حيث فاز في أربعة مواسم بالكأس وفي سبعة مواسم بالدوري.
خاض دافيت موجيري مسيرته مع نادي دينامو تبليسي في موسم 1994–95 في المرة الأولى ليلعب معه خمسة مواسم ثم في موسم 2010–11 لمدة موسم واحد، مشاركًا طوالها في 71 مباراة سجل خلالها 28 هدفًا. ثم انتقل إلى لوكوموتيف تبيليسي ‏ في موسم 1998–99 لمدة موسم واحد، حيث شارك في 11 مباراة ولم يسجل أي هدف. لينتقل بعدها إلى نادي شريف تيراسبول في موسم 1999–00 ولمدة موسمين، مشاركًا في 61 مباراة سجل خلالها 29 هدفًا. ثم انتقل إلى نادي شتورم غراتس في موسم 2001–02 ليلعب معه خمسة مواسم، مشاركًا في 106 مباراة سجل خلالها 21 هدفًا. هذا وانتقل لاحقًا إلى نادي كريليا سوفيتوف سامارا في عامي 2006-2008 ولمدة موسمين، مشاركًا في 44 مباراة سجل خلالها 14 هدفًا. ثم انتقل بعدها إلى نادي لوكوموتيف موسكو في عامي 2008-2010 ولمدة موسمين، مشاركًا في 23 مباراة سجل خلالها هدفين. ليعود وينتقل من جديد، لكن هذه المرة إلى نادي سانفريس هيروشيما ما بين عامي 2011 و2012 لمدة موسم واحد، مشاركًا في 34 مباراة سجل خلالها 6 أهداف. لينتقل بعدها إلى نادي زستافوني في موسم 2011–12 ولمدة موسمين، مشاركًا في 24 مباراة سجل خلالها 3 أهداف.

## وصلات خارجية
- دافيت موجيري على موقع الاتحاد الأوربي (الإنجليزية)
- دافيت موجيري على موقع رابطة كرة القدم اليابانية للمحترفين (اليابانية)
- دافيت موجيري على موقع قاعدة بيانات كرة القدم.إي يو (الإنجليزية)
- دافيت موجيري على موقع ناشيونال فوتبول تيمز (الإنجليزية)
- دافيت موجيري على موقع Soccerway.com (الإنجليزية)
- دافيت موجيري على موقع عالم كرة القدم.نت (الإنجليزية)

- National Football Teams